# قطعنامه ۱۶۵۶ شورای امنیت
قطعنامه ۱۶۵۶ شورای امنیت سازمان ملل متحد که در تاریخ ۳۱ ژانویه ۲۰۰۶ تصویب شد، سندی بین‌المللی دربارهٔ بررسی وضعیت گرجستان است. این قطعنامه طی نشست ۵۳۶۳ام با ۱۵ رای موافق، ۰ مخالف و ۰ ممتنع تصویب شد.